# Móra la Nova
Móra la Nova est une commune de la province de Tarragone, en Catalogne, en Espagne, de la comarque de Ribera d’Ebre